# Vangidae
Los vangas, o familia Vangidae, son un grupo de aves paseriformes poco conocidas, de tamaños de pequeño a mediano, restringidas a Madagascar. Sus relaciones con otros grupos de paseriformes no están determinadas, pero parecen más cercanas a varios grupos africanos tales como la familia Prionopidae (Fuchs et al., 2004). Varias de estas especies (incluyendo Xenopirostris damii, Schetba rufa y Falculea palliata) pueden ser encontradas en los bosques semicaducos de Madagascar.
Suelen ser aves parecidas a alcaudones, arborícolas de bosques, que se alimentan de reptiles, ranas e insectos (pero se incluyen otras formas, ver más abajo). Sus nidos hechos de ramas los construyen en los árboles. No son migratorias.

## Lista de especies
Tradicionalmente se creía que esta era una familia pequeña de aves similares a alcaudones, pero investigaciones recientes han revelado taxones muy similares en aspecto y conducta a papamoscas o a charlatanes (y se creía antes que eran tales) que en realidad son de la familia Vangidae (Cibois et al. 1999, 2001; Yamagishi et al., 2001; Schulenberg, 2003).
Familia: Vangidae
Calicalicus
- Calicalicus madagascariensis, vanga de cola roja.
- Calicalicus rufocarpalis, vanga de hombros rojos.

Schetba
- Schetba rufa, vanga rufo.

Vanga
- Vanga curvirostris, vanga de pico ganchudo.

Xenopirostris
- Xenopirostris xenopirostris, vanga de Lafresnaye.
- Xenopirostris damii, vanga de Van Dam.
- Xenopirostris polleni, vanga de Pollen.

Falculea
- Falculea palliata, vanga de pico falciforme.

Artamella
- Artamella viridis, vanga de cabeza blanca.

Leptopterus
- Leptopterus chabert, vanga de Chabert.

Cyanolanius
- Cyanolanius madagascarinus, vanga azul.

Oriolia
- Oriolia bernieri, vanga de Bernier.

Euryceros
- Euryceros prevostii, vanga de casco.

Tylas
- Tylas eduardi, vanga-tylas.

Hypositta
- Hypositta corallirostris, pico-vanga de pico rosado.
- Hypositta perdita, pico-vanga de dedos cortos.

Newtonia
- Newtonia amphichroa, newtonia oscura.
- Newtonia brunneicauda, newtonia común.
- Newtonia archboldi, newtonia de Archbold.
- Newtonia fanovanae, newtonia de cola roja.

Mystacornis
- Mystacornis crossleyi, charlatán-vanga de Crossley.

Pseudobias
- Pseudobias wardi, papamoscas-vanga de Ward.